# Broxted
 (avril 2023).
Broxted est un village et une paroisse civile de l'Essex, en Angleterre.